# Campionati oceaniani di badminton 2023
I Campionati oceaniani di badminton 2023 si sono svolti a Auckland, in Nuova Zelanda , dal 13 al 19 febbraio 2023. È stata la 17ª edizione del torneo, organizzato dalla Badminton Oceania.

## Podi
| Evento              | Oro                              | Argento                          | Bronzo                             |
| Singolare maschile  | Abhinav Manota                   | Edward Lau                       | Jacob Schueler                     |
| Singolare maschile  | Abhinav Manota                   | Edward Lau                       | Rémi Rossi                         |
| Singolare femminile | Shaunna Li                       | Tiffany Ho                       | Bernice Teoh                       |
| Singolare femminile | Shaunna Li                       | Tiffany Ho                       | Louisa Ma                          |
| Doppio maschile     | Kenneth Choo Rayne Wang          | Alan Chan Chance Cheng           | Keith Mark Edison Mitchell Wheller |
| Doppio maschile     | Kenneth Choo Rayne Wang          | Alan Chan Chance Cheng           | Lim Ming Chuen Jack Yu             |
| Doppio femminile    | Sylvina Kurniawan Setyana Mapasa | Tiffany Ho Khoo Lee Yen          | Joyce Choong Gronya Somerville     |
| Doppio femminile    | Sylvina Kurniawan Setyana Mapasa | Tiffany Ho Khoo Lee Yen          | Priska Kustiadi Carina Sam         |
| Doppio misto        | Kenneth Choo Gronya Somerville   | Lim Ming Chuen Sylvina Kurniawan | Gavin Kyjac Ong Khoo Lee Yen       |
| Doppio misto        | Kenneth Choo Gronya Somerville   | Lim Ming Chuen Sylvina Kurniawan | Ricky Tang Kaitlyn Ea              |
| Squadra mista       | Australia                        | Nuova Zelanda                    | Nuova Caledonia                    |

## Medagliere
| Posiz. | Nazione            | Oro | Argento | Bronzo | Totale |
| ------ | ------------------ | --- | ------- | ------ | ------ |
| 1      | Australia          | 4   | 3       | 9      | 16     |
| 2      | Nuova Zelanda      | 2   | 3       | 0      | 5      |
| 3      | Nuova Caledonia    | 0   | 0       | 1      | 1      |
| 3      | Polinesia francese | 0   | 0       | 1      | 1      |
| Totale | Totale             | 6   | 6       | 11     | 23     |